# Suche Lipie
Suche Lipie [pronunciación en polaco: /ˈsuxɛ ˈlipjɛ/] es un pueblo ubicado en el distrito administrativo de Gmina Rudnik, dentro del Condado de Krasnystaw, Voivodato de Lublin, en Polonia oriental. Se encuentra aproximadamente a 21 kilómetros al suroeste de Krasnystaw y a 48 kilómetros al sureste de la capital regional Lublin.